# LPSA
LPSA (англ. Ladies Professional Shogi Association) (яп. 日本女子プロ将棋協会 нихон дзёси пуро сё:ги кё:кай) — организация профессиональных сёгисток Японии. Основана в 2007 году, путём отделения от NSR. На момент отделения в NSR было 56 сёгисток (включая ушедших в отставку), из них 39 остались в составе входящей в NSR Ассоциации сёгисток (яп. 女流棋士会 дзёрю:-киси кай), а 17 вошли в LPSA, став полностью независимыми от NSR.
На 2012 год в LPSA входит 16 сёгисток (из них 11 действующих).
Первой главой LPSA была избрана Хироэ Накаи (яп. 中井広恵 Накаи Хироэ), 6 женский дан; в 2010 году её сменила Сатио Исибаси 4 дан, а с 2014 года главой является Хироми Накакура.

## Состав
- Хироэ Накаи (яп. 中井 広恵 Накаи Хироэ), 6 женский дан, 19 титулов (королева-мэйдзин).
- Акико Такодзима (яп. 蛸島彰子 Такодзима Акико), 5 женский дан, 7 титулов.
- Кадзуко Ямасита (яп. 山下カズ子 Ямасита Кадзуко), 5 женский дан,  4 титула .
- Сатио Исибаси (яп. 石橋幸緒 Исибаси Сатио), 4 женский дан, 3 титула.
- Ёсико Тада (яп. 多田佳子 Тада Ёсико), 4 женский дан.
- Норико Тэрасита (яп. 寺下紀子 Тэрасита Норико), 4 женский дан.
- Нацуко Фудзимори (яп. 藤森奈津子 Фудзимори Нацуко), 4 женский дан.
- Ёко Фунато (яп. 船戸陽子 Фунато Ё:ко), 2 женский дан.
- Тамао Кано (яп. 鹿野圭生 Кано Тамао), 2 женский дан.
- Маюми Канда (яп. 神田真由美 Канда Маюми), 2 женский дан.
- Саори Симай (яп. 島井咲緒里 Симай Саори), 2 женский дан.
- Хироми Накакура (яп. 中倉宏美 Накакура Хироми), 2 женский дан.
- Акико Накакура (яп. 中倉彰子 Накакура Акико), 1 женский дан (сестра Хироми).
- Каори Мацуо (яп. 松尾香織 Мацуо Каори), 1 женский дан.
- Мики Оба (яп. 大庭美樹 Ооба Мики), 1 женский дан.
- Мика Оба (яп. 大庭美夏 Ооба Мика), 1 женский кю (сестра Мики).
- Майко Фудзита (яп. 藤田麻衣子 Фудзита Майко), 1 женский кю (состояла в LPSA до 2010).

### Ученицы LPSA
- Мана Ватанабэ (яп. 渡部愛 Ватанабэ Мана), 1 женский дан.

Разряды приведены по состоянию на 2012 год.